# Pandémie de Covid-19 à Saint-Martin (Antilles françaises)
La pandémie de Covid-19 a été confirmée comme ayant atteint la collectivité française d'outre-mer de Saint-Martin en mars 2020. 

## Statistiques
| Nouveaux cas quotidiens de Covid-19 déclarés à Saint-Martin                                                            | 0 |  |
| Pour des raisons techniques, il est temporairement impossible d'afficher le graphique qui aurait dû être présenté ici. |   |  |